# Битва у мыса Сан-Висенте (1641)
Битва у мыса Сан-Висенте — морское сражение у мыса Сан-Висенте (Португалия) в 1641 году между испанским флотом под командованием дона Хуана Алонсо де Идьякеса и голландским флотом во главе с Артусом Гийселсом в рамках Восьмидесятилетней войны. Обнаружив тактическое превосходство испанского флота, голландцы решили отступить. Испанские офицеры уговаривали Идьякеса преследовать вражеский флот, но он предпочел вернуться в Кадис.

## Предыстория
В 1641 году после начала португальской войны за независимость португальское правительство с голландской и французской помощью готовилось начать наступление против Испании на море. Антониу Теллеш да Силва, воевавший против голландцев в Индии, был назначен командиром эскадры из 16 судов, которой совместно с 30 кораблями Голландской республики под командованием Артуса Гийселса было поручено захватить и удерживать испанские города Кадис и Санлукар. Миссия не удалась из-за случайности: союзный флот встретил у мыса Сан-Висенте 5 испанских судов Йудокуса Петерса из «эскадры Дюнкерка», боровшихся в этих водах с алжирскими пиратами. Петерсу удалось достичь Кадиса, не потеряв ни одного судна, и предупредить об угрозе Гаспара Альфонсо Перес-де-Гусмана, 9-го герцога Медина-Сидония.
Гийселс и Теллеш вернулись в Лиссабон, где Теллеш был заменен на Тристана де Мендоса, бывшего посла Португалии в Голландской республике. Затем португальский флот отбыл на соединение с французским флотом маркиза де Брезе[3], в то время как голландский флот отправился на юг, чтобы перехватить и захватить испанский Вест-Индский флот между Азорскими островами и мысом Сан-Висенте. Это был поспешный манёвр, так как голландские корабли получили приказ вернуться домой, если Вест-Индский флот не явится до ноября.

## Сражение

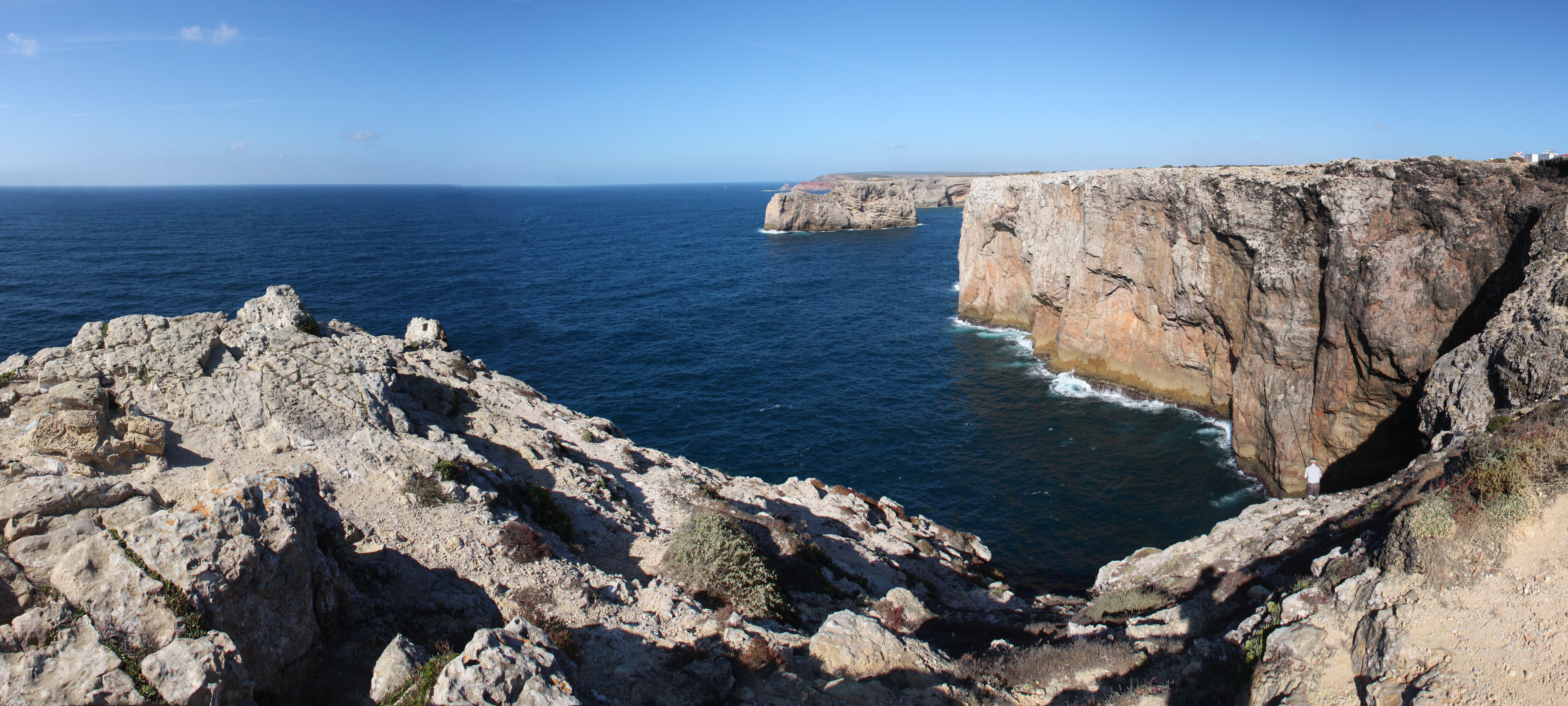
Мыс Сан-Висенте

Испанская «эскадра Галисии» дона Андреса де Кастро, «эскадра Неаполя» дона Мартина Карлоса де Менкоса и галеоны дона Педро де Урсуа были срочно вызваны в Кадис с задачей перехватить голландский флот. Военный губернатор Кадиса дон Хуан Алонсо де Идьякес-и-Роблес, герцог Сьюдад-Реаль, был назначен командующим флотом, заменив больного герцога Македа. Идьякес был ветераном, участником сухопутных битв, но он был неопытен в морских сражениях.
Флот Гийселса был обнаружен у мыса Сан-Висенте 4 ноября. Идьякес немедленно приказал атаковать голландские корабли, потопив минимум три из них и нанеся значительный ущерб остальным. Однако по сей день не объяснения, почему в момент, когда голландский флот стал наиболее уязвим и беззащитен, Идьякес отказался преследовать противника и дал приказ возвращаться в Кадис. Это привело в ярость короля Филиппа IV, который отправил Идьякеса в отставку и объявил строгий выговор другим должностным лицам флота, в частности, дону де Менкосу, дону де Урсуа и капитанам Педро Хирону, Гаспару де Кампосу и Адриану Пулидо.
Голландцы потеряли в сражении 100—200 убитых и 2 судна, испанцы — около 1100 погибших и 2 судна.
Контр-адмиралом голландского флота в этой битве был известный в будущем голландский адмирал Михаил де Рюйтер.

## Последствия
Голландские корабли Артуса Гийселса, брошенные их португальскими и французскими союзниками, отплыли в Англию для ремонта.
Исход битвы не оказал влияния на ход португальской революции.